# NGC 5245
NGC 5245 est une galaxie lenticulaire située dans la constellation de la Vierge. Sa vitesse par rapport au fond diffus cosmologique est de 7 202 ± 21 km/s, ce qui correspond à une distance de Hubble de 106,2 ± 7,4 Mpc (∼346 millions d'al). NGC 5245 a été découverte par l'astronome allemand Albert Marth en 1864.
Selon la base de données Simbad, NGC 5245 est une galaxie active de type Seyfert 2.
À ce jour, une mesure non basée sur le décalage vers le rouge (redshift) donne une distance d'environ 82,100 Mpc (∼268 millions d'al). Cette valeur est nettement à l'extérieur des valeurs de la distance de Hubble.Notons cependant que c'est avec la valeur moyenne des mesures indépendantes, lorsqu'elles existent, que la base de données NASA/IPAC calcule le diamètre d'une galaxie et qu'en conséquence le diamètre de NGC 5245 pourrait être d'environ 32,4 kpc (∼106 000 al) si on utilisait la distance de Hubble pour le calculer.